# Рамзау-бай-Берхтесгаден
Рамзау-бай-Берхтесгаден (нем. Ramsau bei Berchtesgaden) — община  в Германии, в земле Бавария.
Подчиняется административному округу Верхняя Бавария. Входит в состав района Берхтесгаденер-Ланд. Население составляет 1800 человек (на 31 декабря 2010 года). Занимает площадь 129,18 км². Региональный шифр — 09 1 72 129. Местные регистрационные номера транспортных средств (коды автомобильных номеров) (нем. Kraftfahrzeugkennzeichen) — BGL.

## Фотогалерея

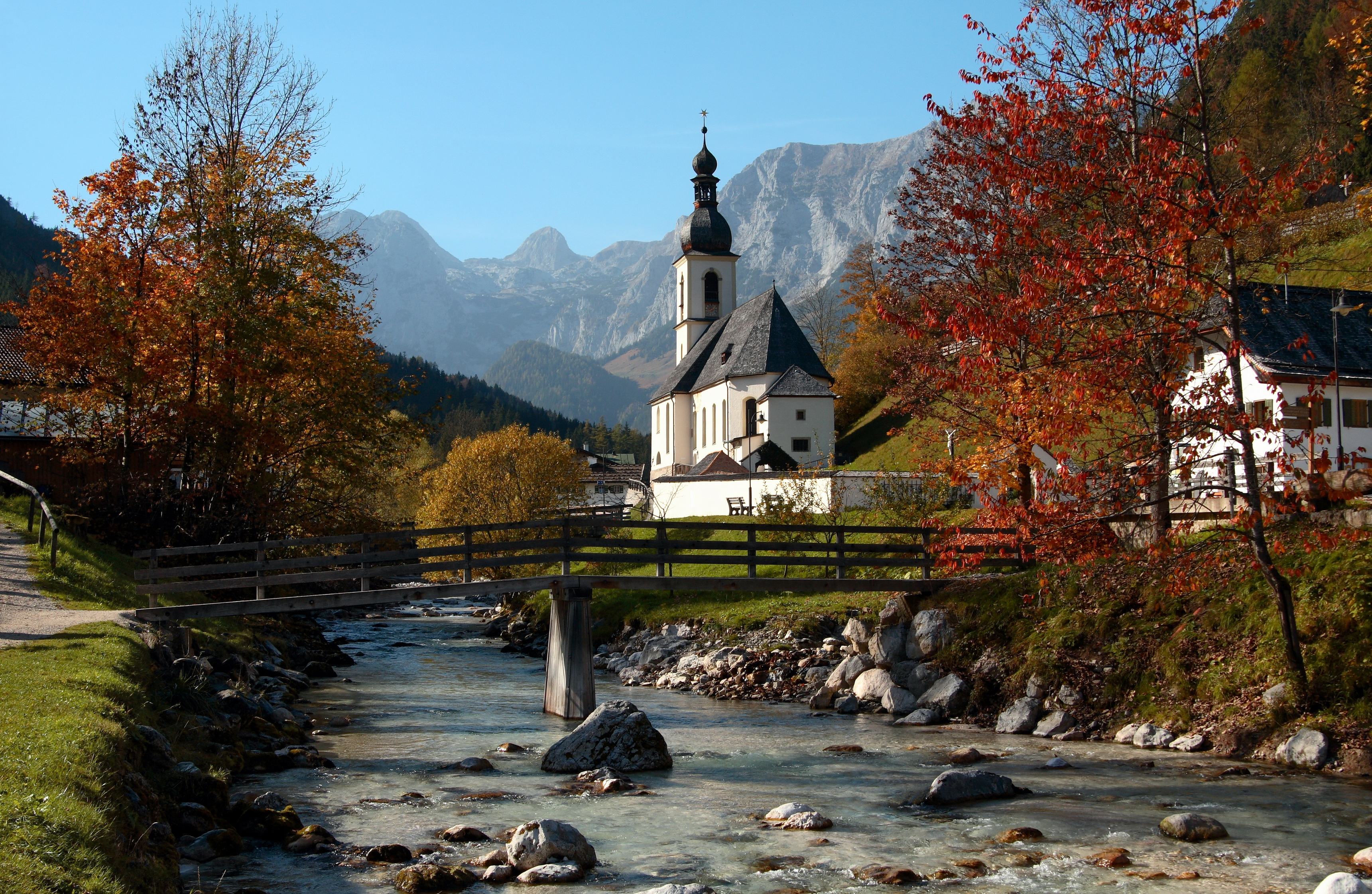
Рамзау-бай-Берхтесгаден

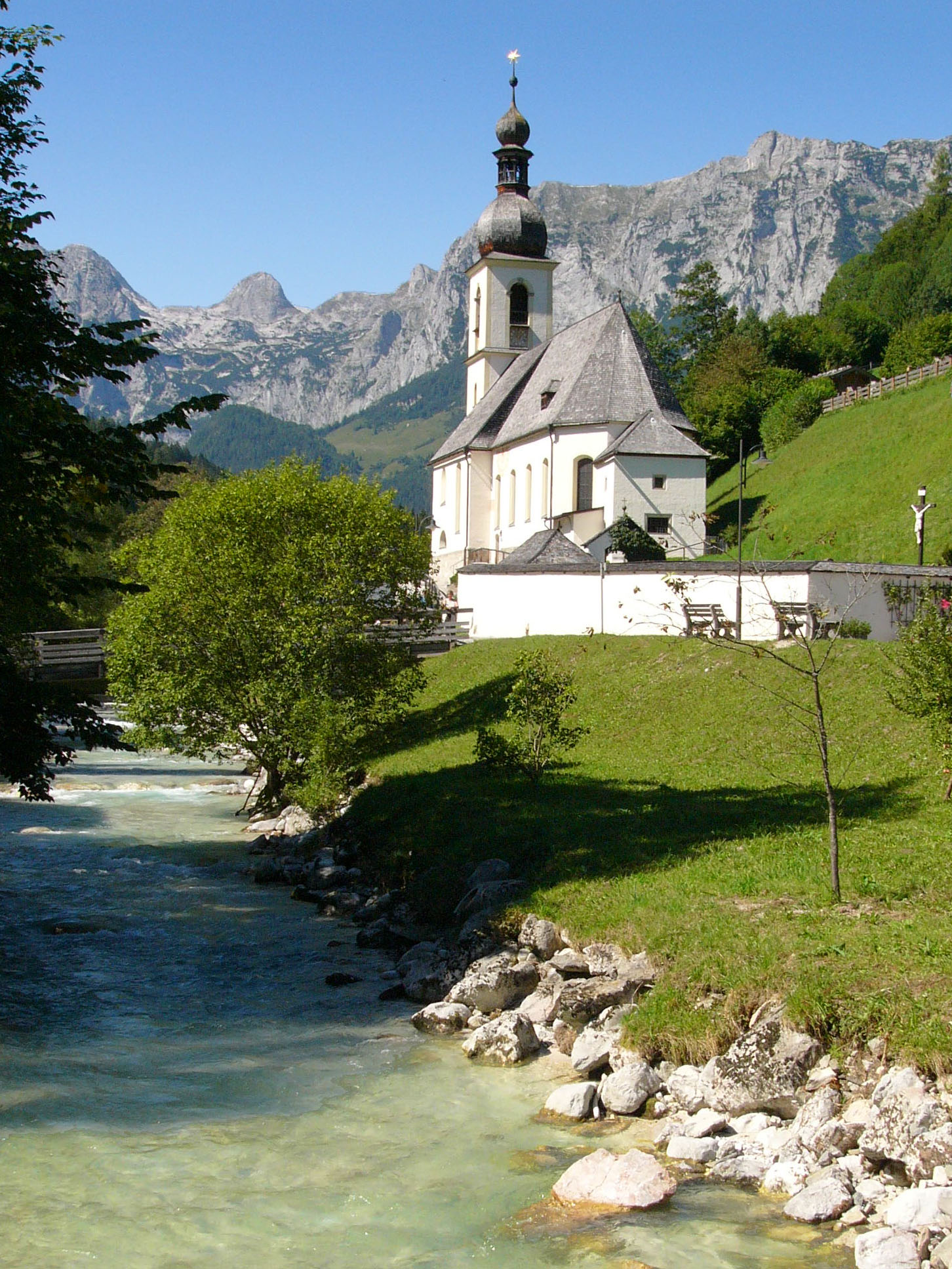
Рамзау-бай-Берхтесгаден

## Население
По оценке на 31 декабря 2015 года население общины составляет 1747 человек.
| Дата      | 1840 | 1871 | 1900 | 1925 | 1939 | 1950 | 1961 | 1970 | 1987 | 2011 |
| --------- | ---- | ---- | ---- | ---- | ---- | ---- | ---- | ---- | ---- | ---- |
| Население | 852  | 854  | 960  | 1201 | 1376 | 2138 | 1799 | 1753 | 1694 | 1727 |

| Год       | 1960 | 1970 | 1980 | 1990 | 2000 | 2009 | 2010 | 2011 | 2012 | 2013 | 2014 | 2015 |
| --------- | ---- | ---- | ---- | ---- | ---- | ---- | ---- | ---- | ---- | ---- | ---- | ---- |
| Население | 1747 | 1744 | 1724 | 1814 | 1806 | 1775 | 1800 | 1741 | 1738 | 1740 | 1742 | 1747 |

## География
Рамзау-бай-Берхтесгаден находится в географически замкнутой области. На юге она ограничена горными массивами
Вацманн и Хохкальтер
(нем. Hochkalter), на востоке массивом Райтеральп (нем. Reiteralpe) от Австрии. Север замыкает массив Латтенгебирге(нем. Lattengebirge).

## История
Через Рамзау-бай-Берхтесгаден проходил важный торговый путь в Пинцгау.